# Igor Iezzi
Igor Giancarlo Iezzi (Milano, 18 gennaio 1975) è un politico italiano, dal 23 marzo 2018 deputato alla Camera per la Lega per Salvini Premier, di cui è dal 18 ottobre 2022 vice-capogruppo vicario.

## Biografia
Diplomatosi al liceo scientifico, consigliere comunale della Lega Nord a Milano dal 2012 al 2016 e segretario provinciale del partito fino al 2015. Nel 2014 in un'occasione entra nel consiglio comunale milanese coperto con un velo a mo' di burqa per protestare contro la costruzione di un nuovo centro islamico.
Alle elezioni politiche del 2018 viene candidato alla Camera dei deputati nel collegio uninominale Lombardia 1 - 08 (Milano-Quarto Oggiaro), sostenuto dalla coalizione di centro-destra in quota Lega per Salvini Premier, venendo eletto deputato dopo due tentativi mancati alle politiche del 2008 e del 2013. Nella XVIII legislatura della Repubblica è stato componente e capogruppo per la Lega nella 1ª Commissione Affari Costituzionali, della Presidenza del Consiglio e interni, oltreché membro della Giunta per il Regolamento, della Commissione parlamentare di vigilanza RAI e della 14ª Commissione Politiche dell'Unione europea.
Il 31 gennaio 2020 viene nominato commissario federale della Lega Nord, su proposta di Matteo Salvini, votato all'unanimità del consiglio federale del partito.
Alle elezioni politiche anticipate del 2022 viene ricandidato alla Camera dei deputati, tra le liste della Lega per Salvini Premier nel collegio plurinominale Lombardia 1 - 01, venendo rieletto deputato. Nella XIX legislatura è componente della 1ª Commissione Affari Costituzionali, della Presidenza del Consiglio e interni, della Giunta per il Regolamento e della Commissione parlamentare d'inchiesta sulla condizioni di sicurezza e sullo stato di degrado delle città e delle loro periferie, oltreché vice-capogruppo vicario del gruppo parlamentare della Lega alla Camera.

## Controversie
12 giugno 2024, durante una discussione alla Camera sul provvedimento dell'autonomia differenziata, si rende partecipe di un'aggressione con pugni e calci, insieme al collega di Fratelli d'Italia Federico Mollicone, ai danni del deputato del Movimento 5 Stelle Leonardo Donno, venendo sospeso dall'Aula per 15 giorni insieme a Mollicone.